# Radioåret 2013

## Händelser
- 2 januari – CBS Sports Radio lanseras över hela USA.[1]
- 1-24 december – Alla barnen firar jul är Sveriges Radios julkalender.
- Okänt datum – Vi i femman[2][förtydliga]

## Avlidna
- 27 augusti – Kent Finell, 69, svensk journalist och radioprogramledare (född 1944) [3]

### Fotnoter
1. ↑  "CBS Sports Radio Network To Debut 1/2/2013" från Radio Insight (21 juni 2013)
2. ↑  ”Vi i femman”. Sveriges Radio. 25 februari 2012. http://sverigesradio.se/sida/default.aspx?programid=3033. Läst 31 december 2012.
3. ↑  "Kent Finell är död". Aftonbladet.se. 28 augusti 2013. Läst 29 augusti 2013.